# Vernay (Rhône)
Vernay település Franciaországban, Rhône megyében. Lakosainak száma 117 fő (2022. január 1.). Vernay Les Ardillats, Saint-Didier-sur-Beaujeu és Chénelette községekkel határos.

## Népesség
A település népessége az elmúlt években az alábbi módon változott:
| Lakosok száma | 107  | 108  | 105  | 101  | 104  | 104  | 103  | 110  | 117  |
|               | 2013 | 2015 | 2016 | 2017 | 2018 | 2019 | 2020 | 2021 | 2022 |